# Großsteingrab Gård Flintholm (Allerød Kommune)
Das Großsteingrab Gård Flintholm war eine megalithische Grabanlage der jungsteinzeitlichen Nordgruppe der Trichterbecherkultur im Kirchspiel Lynge in der dänischen Kommune Allerød. Es wurde im 19. Jahrhundert zerstört.

## Lage
Das Grab lag nordwestlich von Flintholm auf einem Feld. In der näheren Umgebung gibt bzw. gab es zahlreiche weitere megalithische Grabanlagen.

## Forschungsgeschichte
Im Jahr 1890 führten Mitarbeiter des Dänischen Nationalmuseums eine Dokumentation der Fundstelle durch. Zu dieser Zeit waren bereits alle Steine entfernt und die Hügelschüttung war nur noch in Resten erhalten.

## Beschreibung
Die Anlage besaß eine längliche Hügelschüttung unbekannter Größe und Orientierung. Sämtliche Steine fehlten 1890 bereits. Ob ursprünglich eine Umfassung vorhanden war, ist unklar. Über Form und Orientierung der Grabkammer(n) ist nichts bekannt.